# Koraliszczewicze
Koraliszczewicze (także Koreliszczewicze, Karoliszczewicze, Koroleszczewicze; biał. Каралішчавічы) – wieś na Białorusi, w obwodzie mińskim, w rejonie mińskim, w sielsowiecie Nowy Dwór. Położona nad rzeką Świsłocz. 

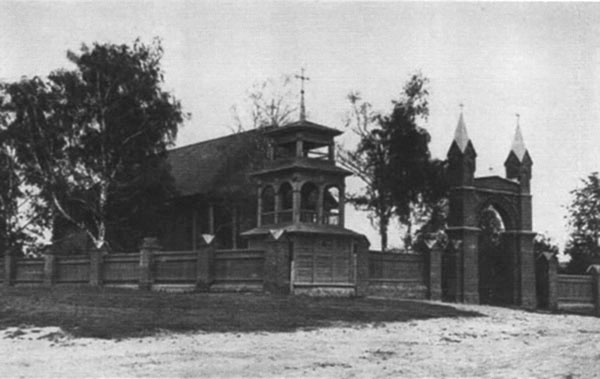
Kościół katolicki, przed 1914 rokiem

Pierwsze wzmianki o Koraliszczewiczach datowane XVI wiekiem. Właścicielami miejscowości były m.in. rodziny Kruszyńskich, Masalskich, Tyszkiewiczów i Drutsko-Górskich. W XVIII wieku Koraliszczewicze i pobliskie wsie zostały wykupione na własność Józefa Prószyńskiego. W 1785 r. z fundacji Stanisława Prószyńskiego został zbudowany kościół Opieki Matki Bożej (kościół św. Stanisława). 
W drugiej połowie XIX wieku w kościele grał na organach Stanisław Moniuszko. W kościele najprawdopodobniej zostali ochrzczeni Anna Ciundziewicka, autorka książki „Gospodyni litewska” oraz poeta Jazep Puszcza. Kiedy nastała władza radziecka, kościół został zamknięty i przebudowany na klub. Dopiero w 2014 roku został zwrócony parafianom. Działa tu  rzymskokatolicka parafia św. Stanisława Męczennika.
Rodzina Prószyńskich postawiła folwark. Sam dwór był drewniany jednopiętrowy. W pokojach dworu na ścianach zawieszone były portrety rodziny Prószyńskich. W czasach sowieckich został nacjonalizowany i wykorzystywany jako budynek mieszkalny. W 1989 roku w budynku wybuchł pożar, z jego pozostałości zostały jedynie podmurówki. Z dawnego gospodarstwa zachowały się resztki stajni. 
Obecnie wieś należy do gminy wiejskiej Nowodwór. 

## Zabytki
1. Kościół Opieki Matki Bożej  (Parafia św. Stanisława Męczennika)
2. Cmentarz XIX wieku
3. Ruiny dworu Prószyńskich

## Osoby
1. Anna Ciundziewicka
2. Jazep Puszcza